# ویسنته د لا ماتا
ویسنته د لا ماتا (انگلیسی: Vicente de la Mata؛ زاده ۱۵ ژانویهٔ ۱۹۱۸ درگذشته ۴ اوت ۱۹۸۰) بازیکن فوتبال اهل آرژانتین بود.